# Luis Carlos de Jesús
Luis Carlos de Jesús Santos (n. São Paulo, Brasil; 30 de abril de 1984) es un exfutbolista brasileño nacionalizado ecuatoriano. Se desempeñaba como defensa y su último equipo fue Gualaceo Sporting Club de Ecuador.

## Clubes
| Club                    | País    | Año         |
| ----------------------- | ------- | ----------- |
| União Suzano            | Brasil  | 2005        |
| Deportivo Azogues       | Ecuador | 2006        |
| Liga de Portoviejo      | Ecuador | 2007        |
| Oeste                   | Brasil  | 2008        |
| Independiente del Valle | Ecuador | 2009 - 2010 |
| Macará                  | Ecuador | 2011 - 2013 |
| Imbabura S. C.          | Ecuador | 2014        |
| Gualaceo S. C.          | Ecuador | 2015 - 2021 |

## Palmarés

### Campeonatos nacionales
| Título       | Club                    | País    | Año  |
| ------------ | ----------------------- | ------- | ---- |
| Serie B (E1) | Deportivo Azogues       | Ecuador | 2006 |
| Serie B      | Independiente del Valle | Ecuador | 2009 |